# إدواردو روبيو (مجدف)
إدواردو روبيو (بالإسبانية: Eduardo Rubio Rodríguez)‏ هو مجدف كوبي، ولد في 13 نوفمبر 1986 في Yaguajay, Cuba ‏ في كوبا.

## وصلات خارجية
- إدواردو روبيو على موقع الاتحاد الدولي للتجديف (الإنجليزية)
- إدواردو روبيو على موقع أوليمبيديا (الإنجليزية)